# Acrocercops cirrhantha
Acrocercops cirrhantha là một loài bướm đêm thuộc họ Gracillariidae. Loài này có ở Guyana. Nó được miêu tả bởi Edward Meyrick năm 1915.